# Mestni avtobusni liniji št. 3 in 12 (Maribor)
Mestni avtobusni liniji številka 3 AP Mlinska – Pokopališče Dobrava – Gosposvetska-rondo – AP Mlinska in 12 AP Mlinska – Gosposvetska-rondo – Pokopališče Dobrava – AP Mlinska sta bili dve izmed 21 avtobusnih linij javnega mestnega prometa v Mariboru. Liniji sta krožno povezovali središče Maribora s Taborom, Pobrežjem, Brezjem, Teznim, Novo vasjo in Koroškimi vrati. Linija 3 je obratovala v smeri urinega kazalca, linija 12 pa v smeri proti urinemu kazalcu. Linija 12 in 3 sta se združli v linijo G3, linijo 12 pa so obdržali ampak sedaj povezuja AP Mlinska - Pobrežje - Dobrava - Supernova Qlandia. 
Ogled poteka novih linij: https://vozniredi.marprom.si/sl-SI/Home/Index/

## Stara trasa:
Linija 3
- Mlinska ulica - Partizanska cesta - Titova cesta - Ulica heroja Bračiča - Svetozarevska cesta - Ulica kneza Koclja - Glavni trg - Stari most - Trg revolucije - Dvorakova ulica - Ulica Moše Pijada - Ljubljanska ulica - Trg revolucije - Pobreška cesta - Osojnikova ulica - Cesta XIV. divizije - Dupleška cesta - Ulica Anice Černejeve - Karantanska ulica - Ptujska cesta - Panonska ulica - Dogoška cesta - Ptujska cesta - Cesta proletarskih brigad - Ulica heroja Šercerja - Gosposvetska cesta - Strossmeyerjeva ulica - Koroška cesta - Glavni trg - Ulica kneza Koclja - Mlinska ulica.

Linija 12
- Mlinska ulica - Ulica kneza Koclja - Glavni trg - Koroška cesta - Strossmeyerjeva ulica - Gosposvetska cesta - Ulica heroja Šercerja - Cesta proletarskih brigad - Ptujska cesta - Dogoška cesta - Panonska ulica - Ptujska cesta - Karantanska ulica - Ulica Anice Černejeve - Dupleška cesta - Cesta XIV. divizije - Osojnikova ulica -  Pobreška cesta  - Trg revolucije - Stari most - Glavni trg - Ulica kneza Koclja - Svetozarevska cesta - Ulica heroja Bračiča - Titova cesta - Partizanska cesta - Mlinska ulica.

## Režim obratovanja
Linija sta obratovali vse dni v letu, tj. ob delavnikih, sobotah, nedeljah in praznikih. 